# Mangaia-ijsvogel
De mangaia-ijsvogel (Todiramphus ruficollaris) is een vogel uit de familie Alcedinidae (ijsvogels). De vogel werd in augustus en september 1973 verzameld op het eiland Mangaia en in 1974 geldig beschreven als Halcyon ruficollaris.
Het is een kwetsbare, endemische vogelsoort op de Cookeilanden, een archipel van 15 eilanden in het zuidelijke deel van de Grote Oceaan.

## Kenmerken
De vogel is 19 cm lang. Het is een gedrongen ijsvogel met een relatief grote snavel. De kruin, "wangen", rug en vleugels zijn groenblauw, de vleugel- en staartveren neigen het meest naar blauw. Kenmerkend is een brede, lichtoranje wenkbrauwstreep die doorloopt tot de hals en onder een donkere oogstreep doorloopt in een oranje kraag en vervolgens op de keel geleidelijk overgaat in een verder bleekwitte borst en buik.

## Verspreiding en leefgebied
Deze soort komt alleen voor op het eiland Mangaia (Cookeilanden). Het leefgebied is natuurlijk bos met een gesloten bladerkroon dat voorkomt op de wat hoger uit het water stekende delen van door oud koraalrif gevormd kalkgesteente. De vogel wordt ook wel in aangetast bos aangetroffen. De vogel foerageert op insecten en hagedissen.

## Status
De mangaia-ijsvogel heeft een zeer beperkt verspreidingsgebied en daardoor is de kans op uitsterven aanwezig. De grootte van de populatie werd in 2022 door BirdLife International geschat op 2100 tot 3500 individuen. De stand ging in de jaren 1980 achteruit en bleek daarna zich te stabiliseren. Invasieve diersoorten zoals de treurmaina (Acridotheres tristis) zijn mogelijk een voedselconcurrent. Verder zijn er ratten en verwilderde katten op het eiland die mogelijk predatoren zijn op eieren en jonge vogels en verder vormt beweiding door geiten een gevaar voor de kwaliteit van de begroeiing. Ondanks deze potentiële bedreigingen staat deze ijsvogel als niet bedreigd op de Rode Lijst van de IUCN.